# Seachd
Pour plus de détails, voir Fiche technique et Distribution.
Seachd : The Inaccessible Pinnacle (prononcer [ʃaxg̊]) est un film écossais du jeune réalisateur Simon Miller, sur une histoire de Simon Miller et Joanne Cockwell, réalisé en 2007. Les acteurs principaux sont Patrick Morrison/Pàdruig Moireasdan et l'écrivain et poète gaélique Angus Peter Campbell/Aonghas Pàdraig Caimbeul. 
Le film s'appelle Seachd (« Sept ») car il est composé de sept histoires. Le film est tourné principalement en gaélique écossais, mais certains personnages s'expriment en anglais ou en espagnol. L'une des histoires, en particulier, raconte la rencontre de deux naufragés, l'un écossais, joué par le comédien gael Iain MacRae, et l'autre espagnol, joué par le comédien espagnol Vidal Sancho. Les deux personnages s'adressent l'un à l'autre dans leur propre langue.
Le film a été tourné entre avril et août 2006, en grande partie sur la péninsule de Slèite, où se trouve l'Institut du Sabhal Mòr Ostaig où Chris Young (qui a aussi produit les Inbetweeners) a installé sa maison de production. Toutefois, le Binnean do-ruigsinneach (Inaccessible Pinnacle en anglais, surnommé « Inn Pin » par les grimpeurs) est une barre rocheuse située au sommet du Sgùrr Dearg (le « pic rouge ») dans le massif du Cuiltheann (anglais: the Cuillin) sur la péninsule de Minginis (anglais: Minginish). L'Inn Pin est considéré comme le plus difficile des munros car c'est le seul sommet du Royaume-Uni dont l'ascension exige la pratique de l'escalade et dont la descente se fait généralement en rappel. C'est aussi le second sommet du Cuiltheann.
Le film a été projeté au Festival des Médias Celtiques en mars 2007, et la sortie mondiale a été marquée par la projection au 61e Festival International du Film d'Édimbourg en août 2007.

## Synopsis
Làn fhìrinn na sgeòil [ɫ̪aːn iːɾʲɪɲ nə s̪g̊ʲɔːl]. La vérité est dans l'histoire. Lorsqu'un jeune homme, Aonghas, rend visite à son grand-père mourant à l'hôpital, il ne peut réprimer les souvenirs de la quête de son enfance - quête pour la vérité derrière la mort de ses parents, et pour la vérité derrière les anciennes histoires incroyables racontées par son grand-père. Des histoires venues tout droit des légendes gaéliques parlant d'amants empoisonnés, de vengeance sanglante, de chevaux hantant les lochs et d'or espagnol. Son grand-père va bouleverser la vie d'Aonghas, l'amenant pour une dernière fois sur l'une des plus dangereuses montagnes d'Écosse, le Pinacle Inaccessible de l'île de Skye, et le conduisant à une vérité à laquelle il ne s'était jamais attendu.

## La controverse des BAFTA
À l'automne 2007, alors que la sortie au Royaume-Uni se préparait dans les Highlands, une controverse s'est élevée lorsque les BAFTA ont refusé d'accueillir Seachd comme candidat dans la catégorie Meilleur Film de langue étrangère aux Academy Awards de 2008. La controverse qui s'est ensuivie a mené à une couverture médiatique par la presses internationale, avec une critique des BAFTA ; le producteur Christopher Young a d'ailleurs démissionné de son poste aux BAFTA.

## Fiche technique
- Photographie : Ian Dodds
- Montage : Aonghas MacAoidh
- Musique : Jim Sutherland
- Langue : gaélique

## Distribution
- Angus Peter Campbell/Aonghas Pàdraig Caimbeul : le Grand-Père
- Patrick Morrison/Pàdruig Moireasdan : Aonghas (9 ans)
- Coll Macdonald/Colla Dòmhnallach : Aonghas (20 ans)
- Dolina MacLennan : la Grand-Mère
- David Walker/Daibhidh Walker : Archie
- Winnie Brook Young : Màiri
- Chris Macdonald/Crisdean Dòmhnallach : Donnchadh
- Annie Macleod/Annie NicLeòid : Akira Gunn
- Calum MacFhionghain : le Magicien
- Scott Handy : Patrick Loch
- Toby Robertson : le Duc de Sutherland
- Màrtainn Mac an t-Saoir : le père d'Akira
- Iain Macrae : Macdonald/An Dòmhnallach
- Vidal Sancho : l'Espagnol
- Isabel NicRath : Sìleas
- Meg Bateman : la mère de Sìleas
- Charles Quinnell/Tearlach Quinnell : Each Uisge
- Caitlin nic Aonghais : Catriona
- Eòghainn MacFhionghain : Calum
- Angus Macdonald/Aonghas MacDhòmhnaill : le Fils Aîné/Am Mac Bu Shine
- Kathleen Macdonald/Kathleen NicDhòmhnaill : Ailsa Macleod/Eilis NicLeòid
- Iain “Seonachan” MacLeòid : Alec
- Aonghas Iain MacDhòmhnaill : Eòghainn
- Lachlan Graham : Neach-Leanmhainn
- Niall Caimbeul : Geàrrd/Neach ciùil
- Coinneach MacEalair Saighdear
- Jim Sutherland : Neach ciùil
- Marian Lloyd : Neach ciùil
- Iseabail Strachan : Neach ciùil
- Fiona NicAsgaill : Neach ciùil